# Юнусово (Салаватский район)
Юнусово (баш. Йонос) — деревня в Салаватском районе Республики Башкортостан Российской Федерации. Входит в состав Алькинского сельсовета.

## География

### Географическое положение
Расстояние до:
- районного центра (Малояз): 8 км,
- центра сельсовета (Алькино): 4 км,
- ближайшей ж/д станции (Кропачёво): 11 км.

## Население
| 2002 | 2009 | 2010 |
| ---- | ---- | ---- |
| 277  | ↗317 | ↘248 |

Национальный состав
Согласно переписи 2002 года, преобладающая национальность — башкиры (99 %).

## Религия
В деревне есть мечеть.